# Camponotus lateralis
Camponotus lateralis är en myrart som först beskrevs av Olivier 1792.  Camponotus lateralis ingår i släktet hästmyror, och familjen myror.

## Underarter
Arten delas in i följande underarter:
- C. l. cypridis
- C. l. lateralis
- C. l. purius
- C. l. rebeccae
- C. l. rhodius

## Bildgalleri

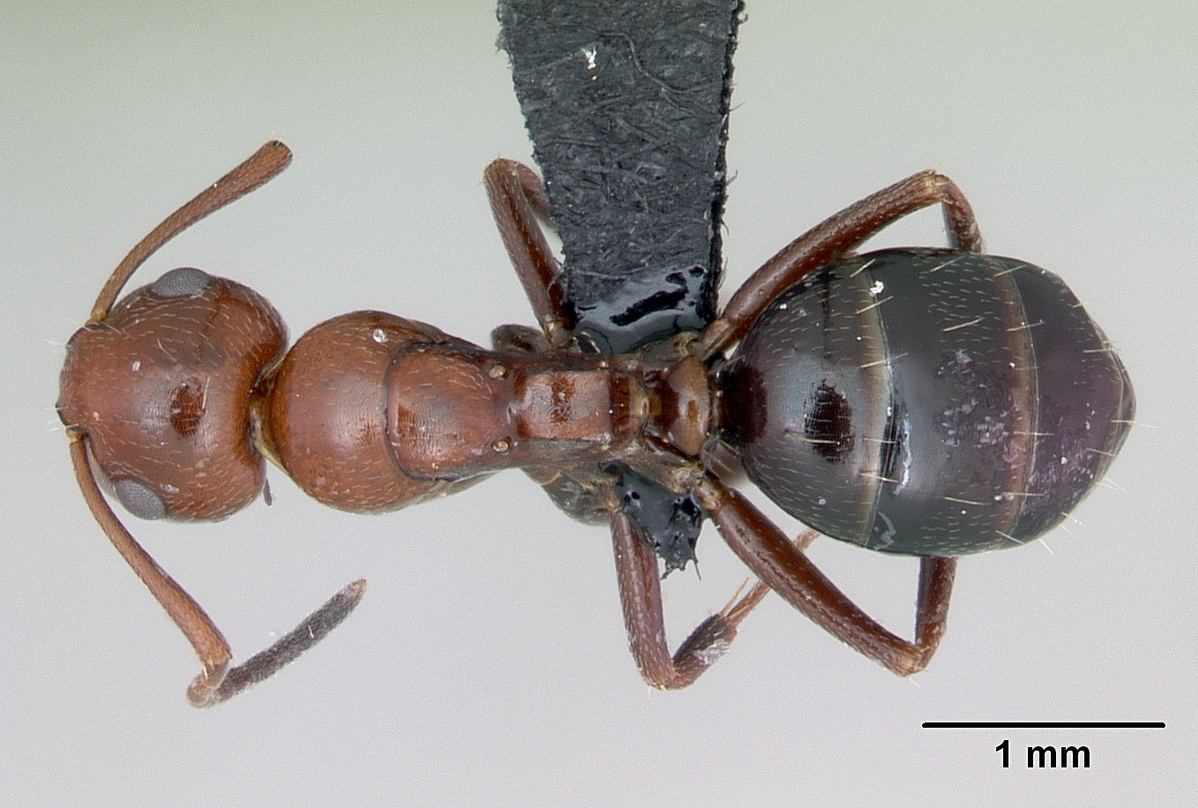
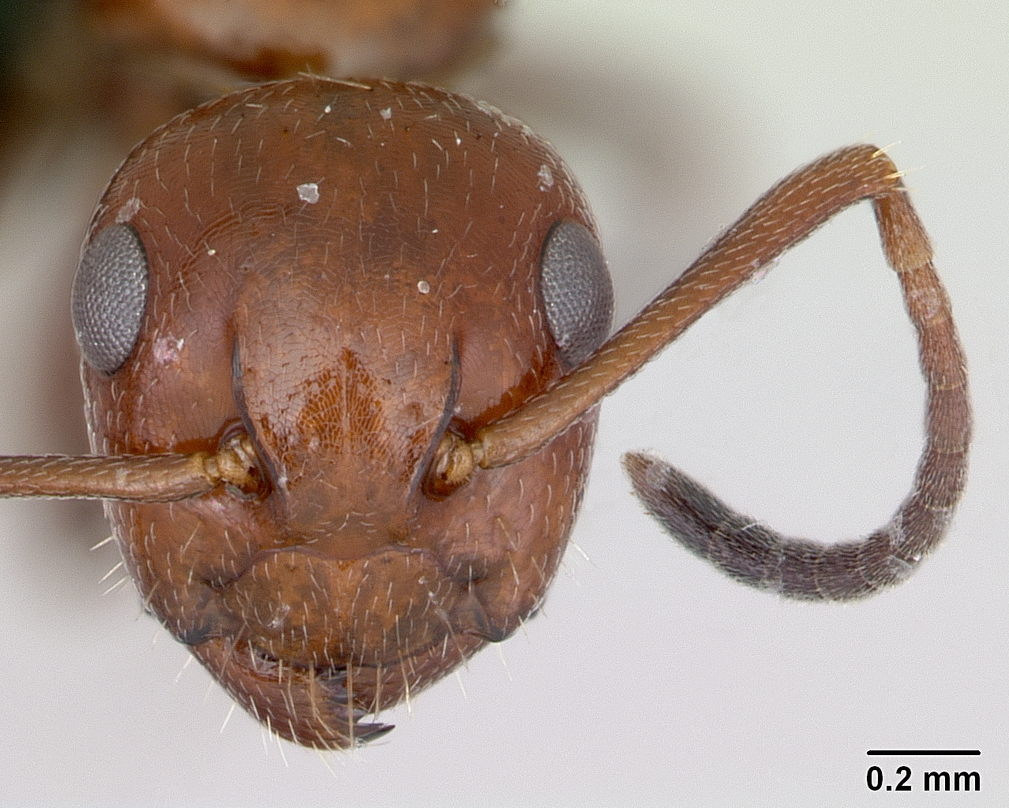
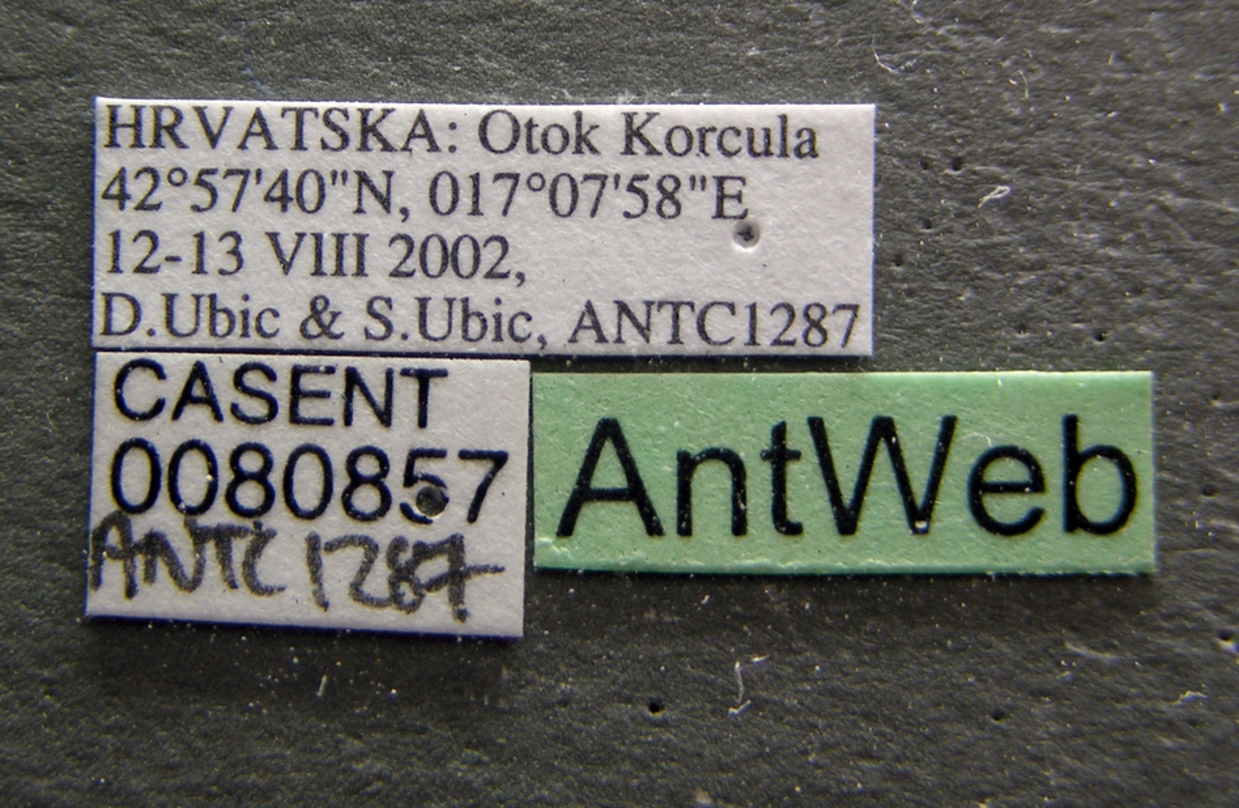
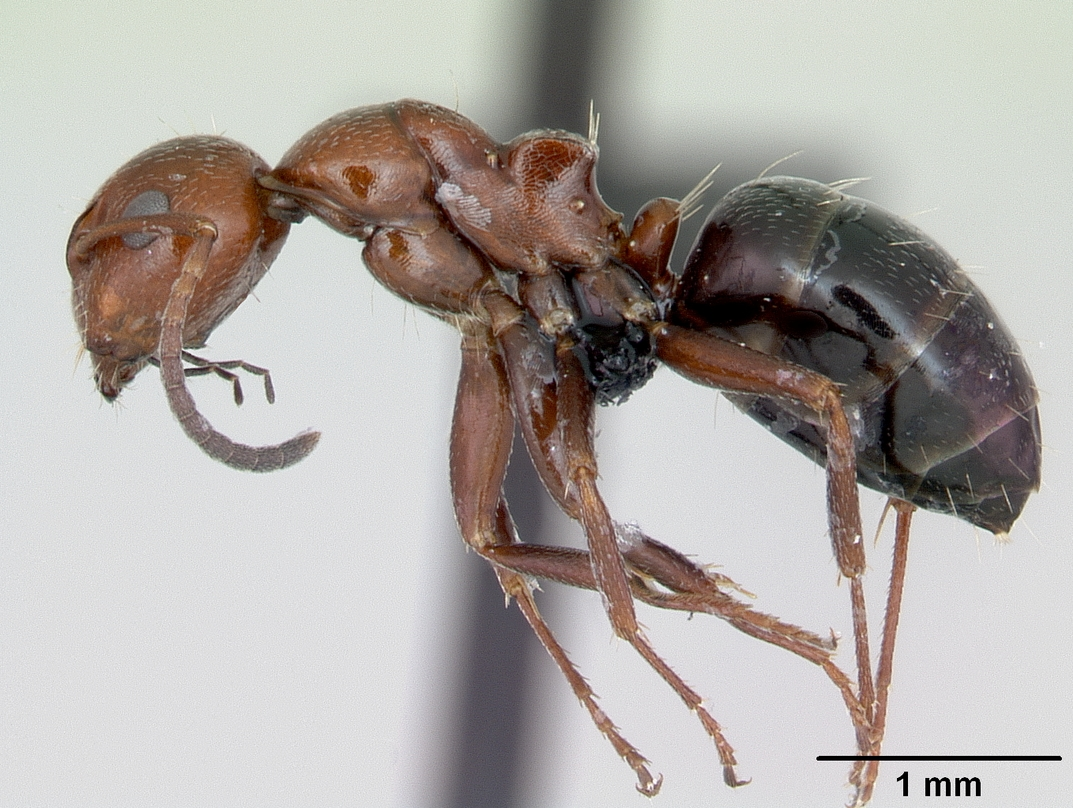
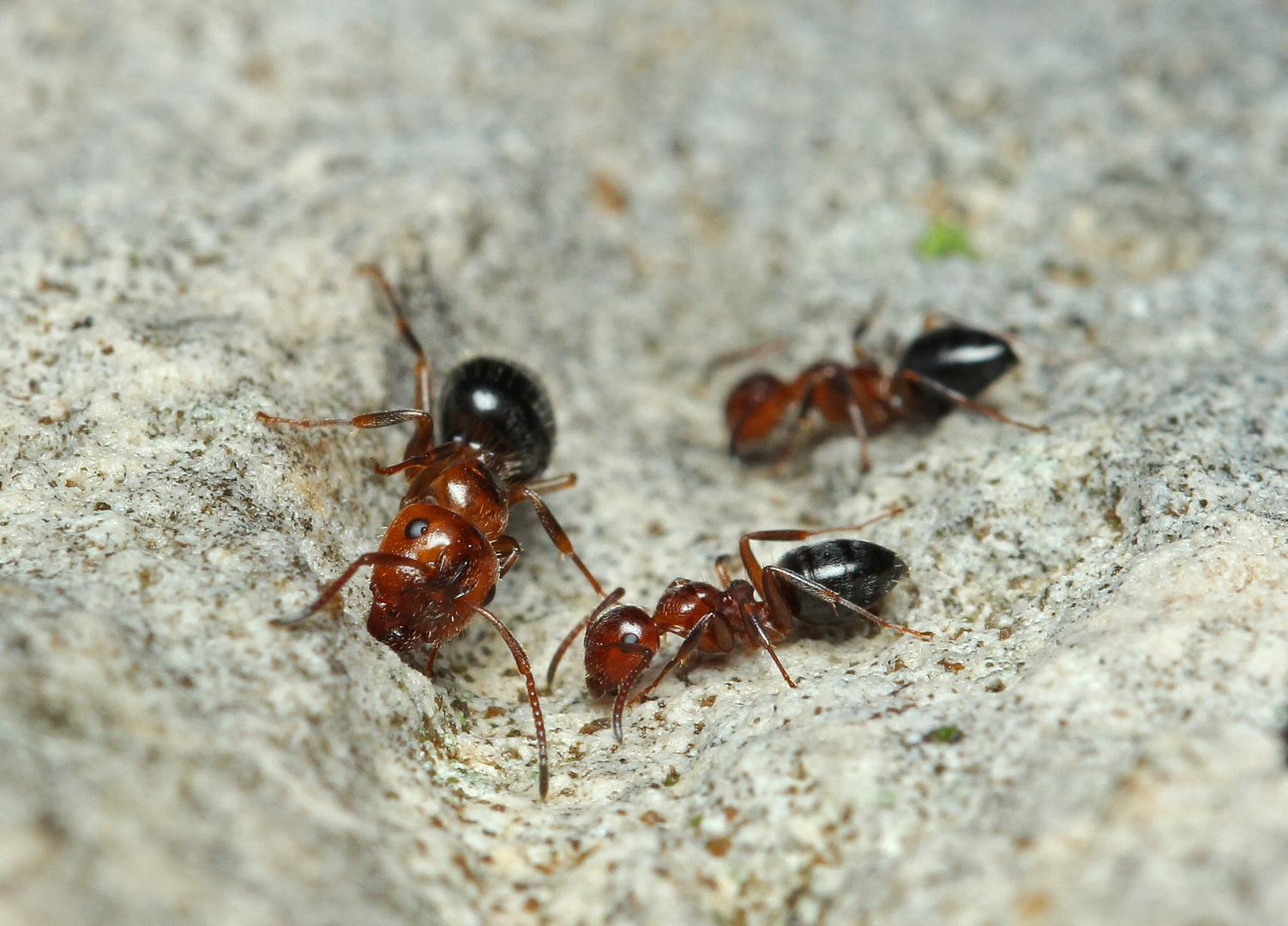
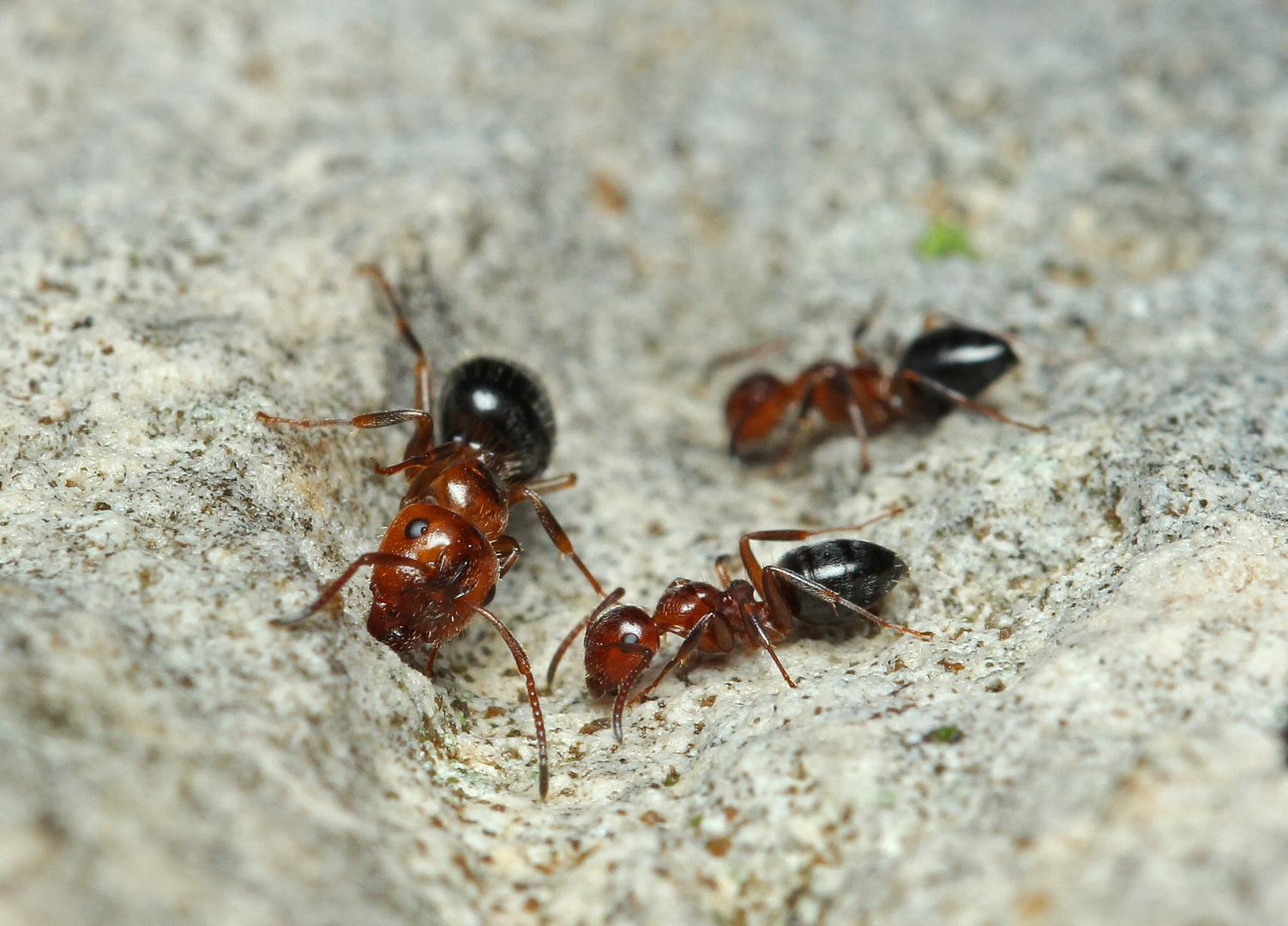